# Wyrwak (Sudety)

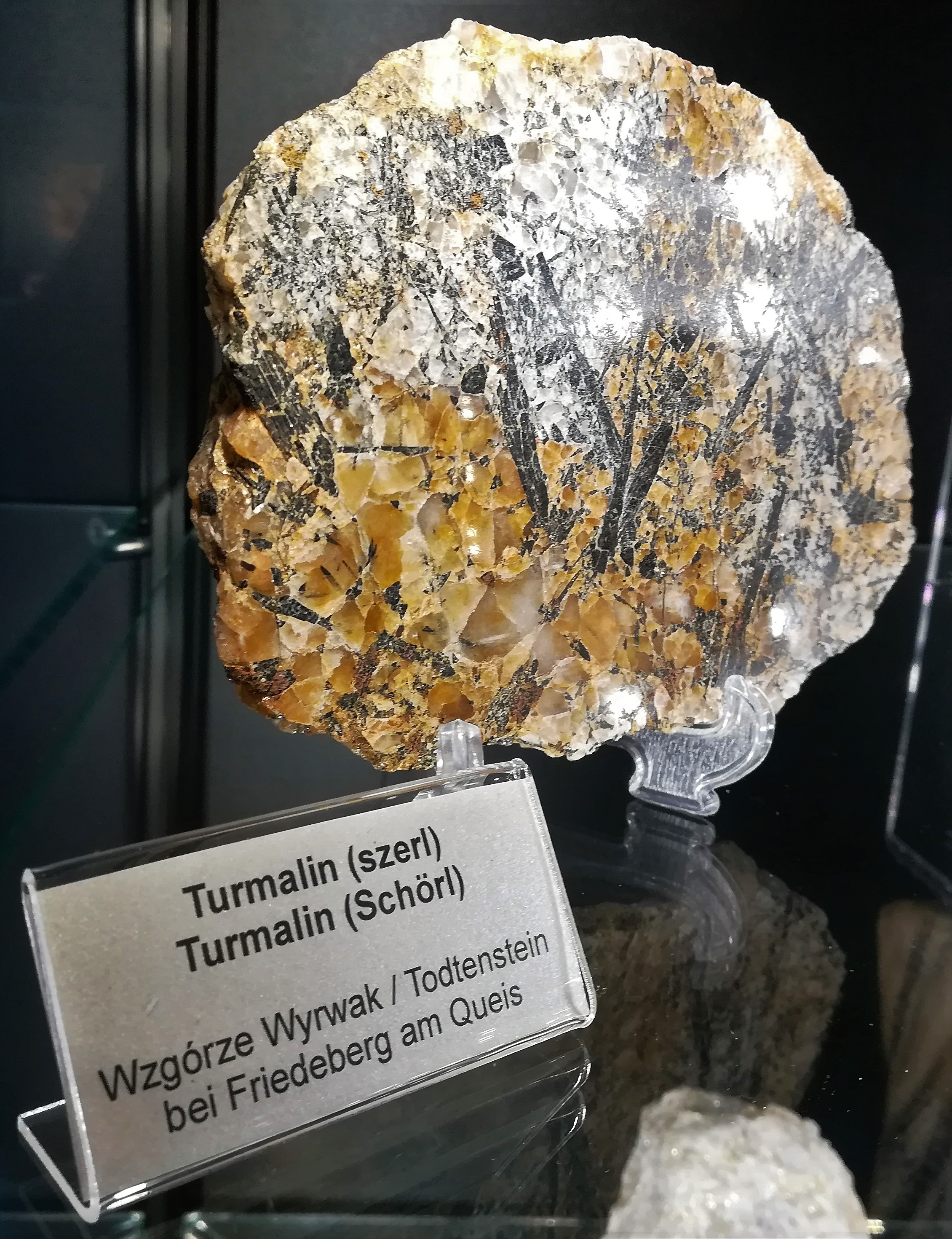
Turmalin z Wyrwaka

Wyrwak (inna nazwa: Martwy Kamień), niem. Totenstein, Todtenstein – wzgórze wysokości 400 m n.p.m. leżące na terenie Pogórza Izerskiego nieopodal wioski Kamień.
Zbudowane jest z grejzenów, w których występują liczne minerały o wartości kolekcjonerskiej: topaz, turmalin (czarny schörl i znacznie rzadszy drawit), fluoryt, muskowit, kwarc barwy niebieskiej i apatyt.
Mineralizację wzgórza Wyrwak odnotował w roku 1760 Johann Tobias Volkmar, a po raz pierwszy opisał naukowo w 1788 r. Carl Jakob Adolf Christian Gerhardt. W 1790 r. zbierał tu minerały poeta i przyrodnik Johann Wolfgang von Goethe.
Na wzgórzu zachowały się ślady kręgu kultowego.